# V. U. Landsstævne i Aalborg 1935
|  | Denne artikel er oprettet af botten Steenthbot ud fra en ekstern database. Den kan derfor have sproglige fejl eller mangler. Denne skabelon kan fjernes efter kontrol af indholdet. |

V. U. Landsstævne i Aalborg 1935 er en dansk propagandafilm fra 1935.

## Handling
Propagandafilm fra Landsstævnet for Venstres Ungdom i Aalborg-hallen 1935. Formanden byder landsstævnets ca. 1500 deltagere velkommen. I 1935 er Venstres Ungdom landets største ungdomsparti med 47.000 medlemmer. Efterfølgende er der flere taler, bl.a. Hans Bagge, og om aftenen fakkeloptog og bål. Dagen efter er der optog gennem Aalborg by og tog til Skørping, hvor optoget fortsætter til Rebild Bakker og flere taler.